# Tarrant (Alabama)
 Tarrant és una població dels Estats Units a l'estat d'Alabama. Segons el cens del 2000 tenia 7.022 habitants.

## Demografia
Segons el cens del 2000, Tarrant tenia 7.022 habitants, 2.896 habitatges, i 1.922 famílies La densitat de població era de 426,3 habitants/km².
Dels 2.896 habitatges en un 28,3% hi vivien nens de menys de 18 anys, en un 45,5% hi vivien parelles casades, en un 17% dones solteres, i en un 33,6% no eren unitats familiars. En el 29,7% dels habitatges hi vivien persones soles el 15,2% de les quals corresponia a persones de 65 anys o més que vivien soles. El nombre mitjà de persones vivint en cada habitatge era de 2,42 i el nombre mitjà de persones que vivien en cada família era de 3,01.
Per edats la població es repartia de la següent manera: un 24,3% tenia menys de 18 anys, un 8,3% entre 18 i 24, un 28,1% entre 25 i 44, un 21,9% de 45 a 60 i un 17,3% 65 anys o més.
L'edat mitjana era de 38 anys. Per cada 100 dones hi havia 88,5 homes. Per cada 100 dones de 18 o més anys hi havia 85,6 homes.
La renda mitjana per habitatge era de 29.380 $ i la renda mitjana per família de 32.392 $. Els homes tenien una renda mitjana de 30.015 $ mentre que les dones 22.215 $. La renda per capita de la població era de 14.149 $. Aproximadament el 14,9% de les famílies i el 16,2% de la població estaven per davall del llindar de pobresa.

## Poblacions properes
El següent diagrama mostra les poblacions més properes.